# Papilio aristodemus
Papilio aristodemus là một loài bướm Bắc Mỹ thuộc họ Papilionidae. Chúng được tìm thấy ở miền nam Florida với các phụ loài ở the Bahamas, Hispaniola, và Cuba. Chúng từng xuất hiện ở tropical hardwood hammock từ miền nam Miami đến Lower Matecumbe Key, Florida. Sâu ăn các loài thực vật thuộc họ Rutaceae và bao gồm cả Hoptree (Ptelea trifoliata), Citrus, Sea Torchwood (Amyris elemifera), và Lime Prickly-ash (Zanthoxylum fagara).

## Miêu tả
Mặt trên của cánh trước có màu nâu đen với một dải màu trắng hoặc vàng ở giữa. Đuôi cánh có viền màu vàng và một dải hình lưỡi liềm màu vàng hoặc trắng. Sải cánh dài 9,2–11,8 cm (3,6–4,6 in).